# Present (Album)
Present ist das neunte Studioalbum der britischen Progressive-Rock-Band Van der Graaf Generator von 2005.
Es war das erste Studioalbum der Band seit The Quiet Zone/The Pleasure Dome von 1977 und das erste in der „klassischen“ Bandbesetzung seit World Record von 1976. Für die Veröffentlichung des Albums wurde das Label Charisma Records reaktiviert, das eine Reihe von Wiederveröffentlichungen früherer Werke von Van der Graaf Generator und Soloprojekten von Peter Hammill aus den Jahren 1972 bis 1986 herausbrachte.

## Entstehungsgeschichte
Peter Hammill, Leadsänger und Hauptsongschreiber der Band, sträubte sich viele Jahre gegen ein Comeback von Van der Graaf Generator. Nach zwei spontanen und unangekündigten Wiedervereinigungen bei Hammill-Konzerten 2004 begann die Arbeit an dem offiziellen Comeback-Album Present. Das Doppelalbum enthält eine Platte mit fünf Songs und das Instrumental Boleas Panic. Die zweite Platte enthält zehn bisher unveröffentlichte Studioimprovisationen. Im Laufe ihrer Geschichte hatte die Band immer wieder im Studioimprovisationen aufgezeichnet, diese aber nie offiziell veröffentlicht, mit Ausnahme der in Bootlegqualität auf Time Vaults veröffentlichten Titel.
Hugh Banton spielte auf diesem Album auf zwei Keyboards, einem Roland VR760 und einem VK7, die sich genau wie Orgeln verhalten, die beide über virtuelle Hammondorgel-Signalgeneratoren verfügten und mit Pedalen ausgestattet waren.
Auf auf die Albumveröffentlichung folgte 2005 eine erfolgreiche Reunion-Tournee durch Großbritannien, Italien, Frankreich, Griechenland, Niederlande und Deutschland, auf der neben älteren Titeln nur die beiden Songs Every Bloody Emperor und Nutter Alert aus dem neuen Album gespielt wurden.

## Titel
Die erste Disk enthält Kompositionen in dem aus den 1970er Jahren bekannten Stil der Band, wohingegen die zweite Disk ausschließlich, und für die Geschichte Van der Graaf Gernators unüblich, instrumentale Improvisationen enthält.

### Disk 1
1. Every Bloody Emperor (Hammill) – 7:03
2. Boleas Panic (Jackson) – 6:50
3. Nutter Alert (Hammill) – 6:11
4. Abandon Ship! (Evans, Hammill) – 5:07
5. In Babelsberg (Hammill) – 5:30
6. On the Beach (Jackson, Hammill) – 6:48

### Disk 2
Alle Titel wurden von Banton, Evans, Jackson und Hammill geschrieben.
1. Vulcan Meld – 7:19
2. Double Bass – 6:34
3. Slo Movesv – 6:24
4. Architectural Hair – 8:55
5. Spanner – 5:03
6. Crux – 5:50
7. Manuelle – 7:51
8. Eavy Mate – 3:51
9. Homage to Teo – 4:45
10. The Price of Admission – 8:49

Der Titel Homage to Teo ist dem amerikanischen Jazzmusiker Teo Macero gewidmet.

## Rezeption
Die Kritiken auf das Album fielen durchweg positiv aus. Paul Morley vom The Sunday Observer freut sich im Music Monthly über die Rückkehr einer oft missverstandenen Kultband der 1970er Jahre, die 27 Jahre nicht mehr zusammen spielte und die auf ihrem neuen Album um so jung und wild klingt wie früher. Er resümiert: „Music about death, decay and corruption has never sounded so alive“ (deutsch: „Noch nie klang Musik über Tod, Verfall und Korruption so lebendig“). Die britische The Sunday Times hält es für die möglicherweise kompromissloseste Platte des Jahres. Adam Sweeting von The Guardian lobt, dass In Babelsberg genau dort ansetzt, wo die Gruppe in den 1970er Jahren aufhörte und Hammills Gesang immer noch den unverkennbaren Hauch aus der Zeit behalten hat
Auf dem Progressive-Rock-Portal Babyblaue Seiten bezeichnete Thomas Kohlruß Present „… als ein gelungenes Comeback, ohne Peinlichkeiten oder kommerzielle Zugeständnisse. Kein lasches Alterswerk einiger ausgebrannter Rockmusiker, sondern vielmehr eine Basis für eine mögliche längere neue Phase der Band.“ Thomas Schüßler meint, dass die „… einzigartige Band … sich keinem Zeitgeist beugt und nicht nur auf alte Stärken vertraut, sondern im Gegenteil neue Möglichkeiten auslotet.“ Andreas Pläschke bemängelt eine gewisse Unfertigkeit des Albums als Ganzes, was er auf einen fehlenden Austausch Hammills mit adäquaten Mitmusikern zurückführt. Die vier Rezensenten bewerteten es mit einmal 11 und dreimal 12/15 Punkten. Auf dem englischsprachigen Portal Prog Archives bewerteten 586 Benutzer Present mit 3,64 von fünf Punkten.
Present wurde 2010 vom englischsprachigen Musikmagazin Classic Rock in der Liste der 10 essentiellen Progressive-Rock-Alben der 2000er-Jahre aufgenommen. In Italien erreichte das Album Platz 36 der Albumcharts.

## Besetzung
- Peter Hammill: Gesang, E-Gitarre, Keyboard
- David Jackson: Saxophon, Flöte
- Hugh Banton: Orgel, Bass
- Guy Evans: Schlagzeug, Perkussion